# Perth-Andover
Pour les articles homonymes, voir Perth et Andover.
Ne doit pas être confondu avec Perth (Nouveau-Brunswick).
Perth-Andover est un ancien village du Nouveau-Brunswick, au Canada. Il fait partie du village de Southern Victoria depuis la réforme de la gouvernance locale du 1er janvier 2023.

## Toponyme
Le quartier de Andover s'appelait à l'origine Little Tobique et ensuite Tobique, en référence à sa position à l'embouchure de la rivière Tobique. Le quartier est actuellement nommé ainsi d'après la paroisse d'Andover, elle-même possiblement nommée en l'honneur d'un certain M. Sisson, originaire d'Andover en Angleterre. Le quartier de Perth est probablement nommé ainsi d'après la ville de Perth, en Écosse, d'où est originaire Sir Archibald Campbell (1769-1843), lieutenant-gouverneur du Nouveau-Brunswick de 1831 à 1837. Le quartier a porté le nom de Perth-Centre de 1885 à 1918.

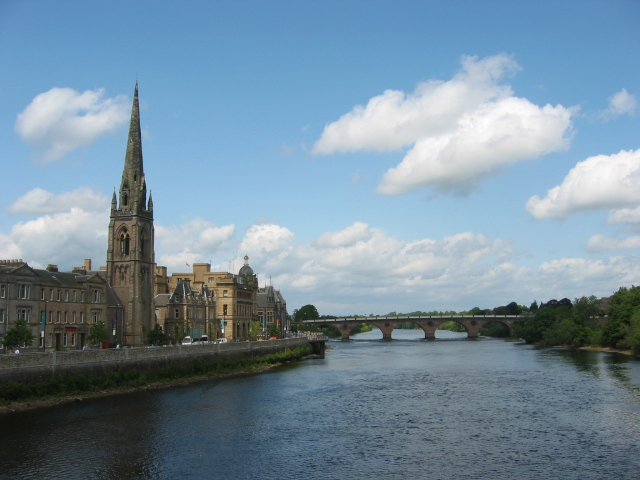
Perth, en Écosse.
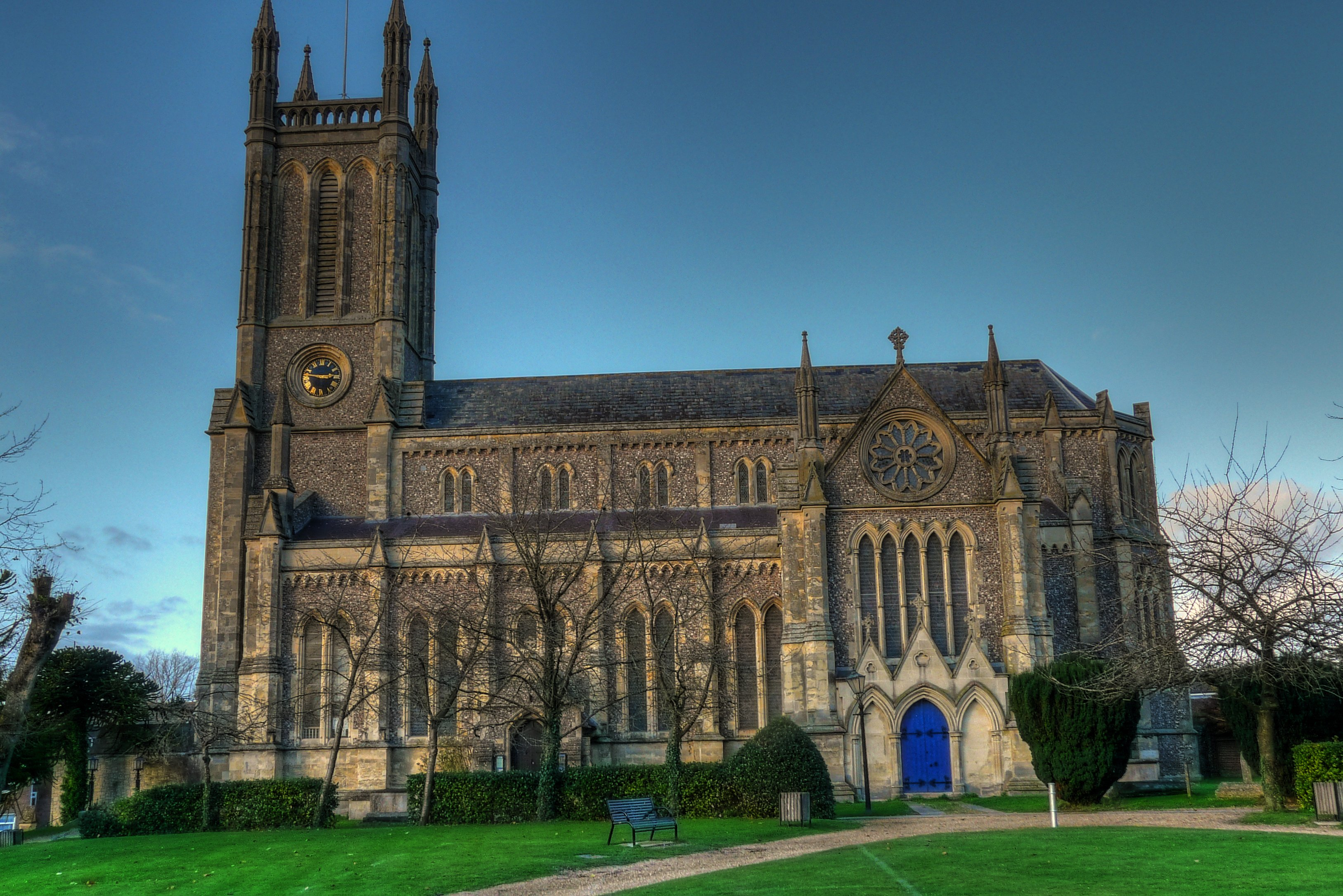
L'église St. Marys d'Andover, en Angleterre.

## Géographie

### Situation
Perth-Andover est situé dans le comté de Victoria, à 101 kilomètres de route au sud-est d'Edmundston et à 175 km au nord-ouest de Fredericton. Le village est bâti au bord du fleuve Saint-Jean, au sud du confluent de la rivière Tobique. Il a une superficie de 8,89 kilomètres carrés.
Perth-Andover est limitrophe de la paroisse d'Andover à l'ouest et de la paroisse de Perth à l'est. La réserve Tobique 20, de la première nation de Tobique, est située sur la rive opposée du fleuve, au nord. Le village d'Aroostook est situé à 8 km au nord mais la ville la plus proche est Grand-Sault, à 39 km au nord.

### Logement
Le village comptait 861 logements privés en 2006, dont 790 occupés par des résidents habituels. Parmi ces logements, 62,0 % sont individuels, 4,4 % sont jumelés, 5,1 % sont en rangée, 5,7 % sont des appartements ou duplex et 14,6 % sont des immeubles de moins de cinq étages. Enfin, 7,0 % des logements entrent dans la catégorie autres, tels que les maisons-mobiles. 63,3 % des logements sont possédés alors que 36,7 % sont loués. 75,9 % ont été construits avant 1986 et 10,8 % ont besoin de réparations majeures. Les logements comptent en moyenne 6,4 pièces et 0,0 % des logements comptent plus d'une personne habitant par pièce. Les logements possédés ont une valeur moyenne de 110 240 $, comparativement à 119 549 $ pour la province.

## Histoire
Le village de Perth est fondé un peu après 1800 par des colons éparpillés le long du fleuve. Le village d'Andover est fondé par les frères Murphy, des Irlandais, en 1816. En 1817, le régiment de Kent s'installe le long du fleuve, entre la rivière de Chutes et la rivière Aroostook, excepté peut-être dans un soi-disant « établissement acadien ». Des colons en provenance de la paroisse de Maugerville et de la basse vallée du fleuve grossissent ensuite la population du village, qui devient le centre de l'industrie forestière de la région et atteint son apogée entre les années 1840 et 1870. Andover devient d'ailleurs le chef-lieu du comté en 1876.
L'école secondaire Southern Victoria est inaugurée en 1953 et l'école élémentaire Andover ouvre ses portes en 1956. Perth-Andover est constitué en municipalité le 9 novembre 1966.
Le village subit une inondation importante en 1987, forçant quelques personnes à déménager. L'école intermédiaire Perth-Andover est inaugurée en 2004. L'inondation de mars 2012 dépasse le niveau de 1987 d'un mètre et demi. Près de 150 édifices sont alors endommagés, dont deux écoles et l'hôpital.

## Démographie
| 1981  | 1986  | 1991  | 1996  | 2001  | 2006  |
| ----- | ----- | ----- | ----- | ----- | ----- |
| 1 872 | 1 889 | 1 877 | 1 861 | 1 908 | 1 797 |

| 2011  | 2016  | - | - | - | - |
| ----- | ----- | - | - | - | - |
| 1 778 | 1 590 | - | - | - | - |

## Économie
Entreprise Grand-Sault, membre du Réseau Entreprise, a la responsabilité du développement économique.

## Administration
Perth-Andover est le chef-lieu du comté de Victoria depuis sa création en 1837.
 (juillet 2016).

### Conseil municipal
Le conseil municipal est formé d'un maire et de cinq conseillers. Le conseil précédent est formé à la suite de l'élection du 12 mai 2008; tous les membres excepté le maire sont alors élus par acclamation. Le conseil municipal actuel est élu lors de l'élection quadriennale du 14 mai 2012. Ricky Allen Beaulieu quitte le conseil municipal. Une élection partielle a lieu le 28 octobre 2013 suivant et Andrew Hawkes l'emporte. Une élection partielle a donc lieu le 28 octobre 2013 suivant mais deux des trois candidats, David Hoyt et Cindy McLaughli, arrivent à égalité avec 163 voix chacun. Un second dépouillement a lieu le 31 octobre suivant, ne brisant pas l'égalité. David Hoyt est choisi au sort, en vertu de la loi.
Conseil municipal actuel
| Mandat      | Fonctions            | Nom(s)                                                                           |
| ----------- | -------------------- | -------------------------------------------------------------------------------- |
| 2012 - 2016 | Maire                | Terrence Peter Ritchie                                                           |
| 2012 - 2016 | Conseillers généraux | Tommy J. Dixon, Shawn Durepos, Michael E. Grant, Dean E. McAllister, David Hoyt. |

Anciens conseils municipaux
| Mandat      | Fonctions   | Nom(s)                                                                                          |
| ----------- | ----------- | ----------------------------------------------------------------------------------------------- |
| 2008 - 2012 | Maire       | Rickey Allen Beaulieu                                                                           |
| 2008 - 2012 | Conseillers | Tommy J. Dixon, Rochelle Jackson Pelletier, Carter J. Kennedy, David C. Morgan, Karen S. Titus. |

| Période                                  | Période  | Identité               | Étiquette | Qualité |
| ---------------------------------------- | -------- | ---------------------- | --------- | ------- |
| 19??                                     | 2001     | Burpee Wagner          |           |         |
| 2001                                     | 2008     | Karen Titus            |           |         |
| 2008                                     | 2012     | Rickey Allen Beaulieu  |           |         |
| 2012                                     | en cours | Terrence Peter Ritchie |           |         |
| Les données manquantes sont à compléter. |          |                        |           |         |

### Commission de services régionaux
Perth-Andover fait partie de la Région 12, une commission de services régionaux (CSR) devant commencer officiellement ses activités le 1er janvier 2013. Perth-Andover est représenté au conseil par son maire. Les services obligatoirement offerts par les CSR sont l'aménagement régional, la gestion des déchets solides, la planification des mesures d'urgence ainsi que la collaboration en matière de services de police, la planification et le partage des coûts des infrastructures régionales de sport, de loisirs et de culture; d'autres services pourraient s'ajouter à cette liste.

### Représentation et tendances politiques
Perth-Andover est membre de l'Union des municipalités du Nouveau-Brunswick.
 Nouveau-Brunswick: Perth-Andover fait partie de la circonscription provinciale de Victoria-Tobique, qui est représentée à l'Assemblée législative du Nouveau-Brunswick par Wes McLean, du Parti progressiste-conservateur. Il fut élu en 2010.
 Canada: Perth-Andover fait partie de la circonscription électorale fédérale de Tobique—Mactaquac, qui est représentée à la Chambre des communes du Canada par Michael Allen, du Parti conservateur. Il fut élu lors de la 39e élection générale, en 2006, et réélu en 2008.

## Vivre à Perth-Andover

### Éducation
Perth-Andover compte trois écoles publiques anglophones faisant partie du district scolaire #14. Les élèves fréquentent tout d'abord l'école élémentaire Andover de la maternelle à la 5e année avant d'aller à l'école intermédiaire Perth-Andover de la 6e à la 8e année et finalement à l'école secondaire Southern Victoria jusqu'en 12e année. Toutes trois possèdent un programme d'immersion française.
Perth-Andover possède aussi une bibliothèque publique.

### Autres services publics
Le village est desservi par l'Hôtel-Dieu Saint-Joseph, qui compte 35 lits et un service d'urgence ouvert 24/7. Le village compte également une caserne de pompiers, un poste d'Ambulance Nouveau-Brunswick, un service de traitement des dépendances, un service de santé mentale, une unité du programme extra-mural et une unité de santé publique.
Le village possède un poste de la Gendarmerie royale du Canada. Il dépend du district 10, dont le bureau principal est situé à Grand-Sault.
Un marché public est installé sur la rue School.
La ville bénéficie d'un foyer de soins agréés, le Victoria Glen Manor. Il y a aussi un bureau de poste.
Les anglophones bénéficient des quotidiens Telegraph-Journal, publié à Saint-Jean, et The Daily Gleaner, publié à Fredericton. Ils ont aussi accès à l'hebdomadaire Victoria Star, publié à Grand-Sault. Les francophones ont accès par abonnement au quotidien L'Acadie nouvelle, publié à Caraquet, ainsi qu'à l'hebdomadaire L'Étoile, de Dieppe.
Le "Perth-Andover Electric Light Commission" dessert tout courant électrique dans les limites du village, et un des trois services électriques municipaux au Nouveau-Brunswick, et le seul complètement indépendant de Energie NB.

### Sport et parcs
Perth-Andover est traversé par le Sentier international des Appalaches.

### Religion
L'église Trinity est une église anglicane. L'église St. Mary of the Angels est une église catholique romaine faisant partie du diocèse d'Edmundston.

## Culture

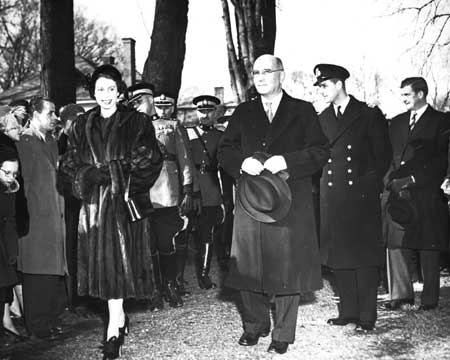
En 1951, John B. McNair (à droite) en compagnie de la princesse Élisabeth, future reine.

### Langues
Selon la Loi sur les langues officielles, Perth-Andover est officiellement anglophone puisque moins de 20 % de la population parle le français.

### Personnalités
- Larry Kennedy, homme politique, né en 1949 à Perth-Andover;
- Wes McLean, homme politique;
- John Babbitt McNair (1889 - 1968), premier ministre du Nouveau-Brunswick, né à Andover.
- Denis Côté, cinéaste né en 1973.

### Architecture et monuments

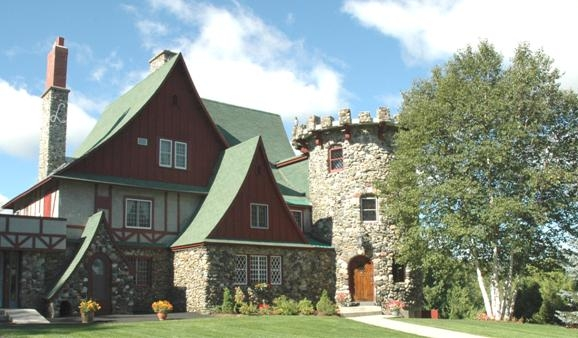
Le Castle Inn.

L'église Saint-James, le palais de justice du comté de Victoria et bureau d'enregistrement des actes du comté de Victoria sont des sites historiques provinciaux.